# Панайот Робев
Панайот Наумов Робев е български революционер, деец на Вътрешната македоно-одринска революционна организация.

## Биография
Робев е роден в костурското село Апоскеп. Влиза във ВМОРО и участва в Илинденско-Преображенското въстание. Загива в 1913 година в село Загоричани. Оставя дневник, важен източник за въстанието в Костурско.